# Lac la Nonne
Lac la Nonne är en sjö i Kanada.   Den ligger i provinsen Alberta, i den centrala delen av landet, 2 900 km väster om huvudstaden Ottawa. Lac la Nonne ligger 661 meter över havet. Arean är 12,3 kvadratkilometer. Den sträcker sig 6,2 kilometer i nord-sydlig riktning, och 5,7 kilometer i öst-västlig riktning.
Omgivningarna runt Lac la Nonne är en mosaik av jordbruksmark och naturlig växtlighet. Runt Lac la Nonne är det mycket glesbefolkat, med 3 invånare per kvadratkilometer.